# Elektra (keresztnév)
Az Elektra görög mitológiai eredetű női név, jelentése: sugárzó vagy borostyánkő.

## Gyakorisága
Az 1990-es években szórványos név, a 2000-es években nem szerepel a 100 leggyakoribb női név között.

## Névnapok
- március 15.[1]
- május 26.[1]

## Híres Elektrák
- Élektra görög mitológiai alak